# Endothenia heinrichi
Endothenia heinrichi es una especie de polilla del género Endothenia, categorizada en la tribu Olethreutini, de la subfamilia Olethreutinae.

## Distribución
Se distribuye por Canadá.

## Taxonomía
Fue descrita por McDunnough en 1929 y publicada en (Endothenia), Can. Ent. 61: 271.